# 알래스카 방위사령부
알래스카 방위사령부(Alaska Defense Command (ADC))는 태평양 전쟁 동안 일본군의 북태평양 지역을 통한 북아메리카 침공에 대비하여 알래스카주의 방어를 위해 설립되었던 지역사령부로, 앵커리지 포트 리처드슨에 본부를 두었다.

## 역사

### 태평양 전쟁

#### 일본군의 침략 대비
1941년 2월 4일, 알래스카 방위사령부는 사이먼 B. 버크너 주니어 준장을 초대 사령관으로 임명하여 서부방위사령부 산하에 설립되었다. 알래스카 방위를 위해 편성된 부대가 준비되는 동안, 미국 본토와 알래스카주 사이의 병력과 물류를 보급할 통로를 확보하기 위해 미국 육군 공병대는 알래스카 고속도로를 건설하였다. 1,420 마일 (2,290 km)의 고속도로는 이듬해에 민간 계약자들에 의해 모든 날씨에 대응되게 보강하였다. 6월 3일에는 병력 34,00명까지 보강되었다.
1941년 12월 28일, 알래스카 방어사령부, 공군이 제11공군으로 재편성되었다.

#### 알루샨 열도 전역
이후 예상대로 알래스카로 진군한 일본군은 더치항를 공격하고 키스카섬과 애투섬을 점령하였고 미국군은 캐나다군과 연합하여 반격에 나섰다.
1943년 8월 15일에 일본 제국 육군 북해파견대와 제국 해군 알래스카 강습단이 알류샨 열도에서 철수하는 것으로 알래스카 방어를 성공적으로 마쳤다. 성공적인 방어에 따라 10월 27일에 사이먼 B. 버크너 소장은 중장으로 승진하고, 알래스카 방위사령부는 알래스카 지부로 승격되고, 다음달 11월 1일에 전쟁부에 직접 보고하는 부대(DRU)로 지정되었다.

### 종전
일본의 항복으로 제2차 세계 대전이 끝난 뒤, 전쟁에서 얻은 교훈으로 통합된 지휘계통과 합동성을 강화할 필요를 느낀 미국 국방부는 1947년 1월 1일에 통합전투사령부 중의 하나인 미국 알래스카 사령부를 창설하였고, 알래스카 지부는 미국 알래스카 육군으로 재편성되었다.

## 부대
서부방위사령부와 알래스카 방위사령부는 지상, 항공부대를 공유하였다.

### 알래스카 방위사령부
진주만 공격이 있기 전, 1941년 12월 7,8일 당시의 알래스카 방위사령부의 전투 서열은 다음과 같다.

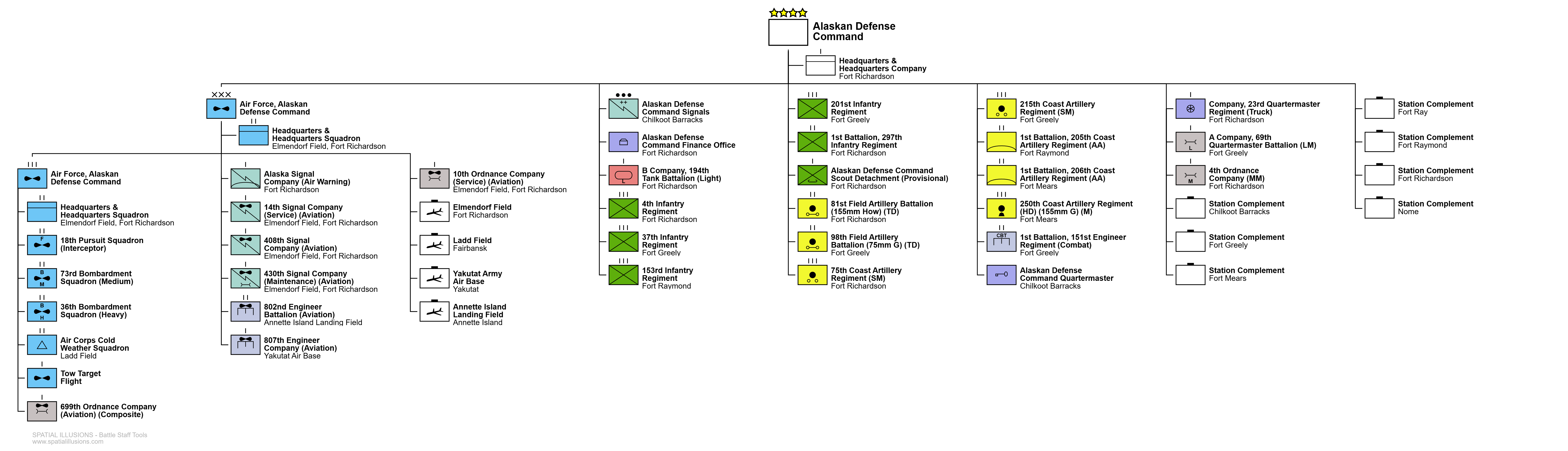
1941년 조직표

- 제194전차대대, B중대 - 포트 리처드슨
- 제4보병연대 - 포트 리처드슨
- 제37보병연대 - 포트 그릴리
- 제153보병연대 - 포트 레이몬드
- 제201보병연대 - 포트 그릴리
- 제297보병연대, 1대대 - 포트 리처드슨
- 제81야전포병대대 - 포트 리처드슨
- 제98야전포병대대 - 포트 그릴리
- 제75해안포병연대 - 포트 리처드슨
- 제215해안포병연대 - 포트 그릴리
- 제205해안포병연대, 1대대 - 포트 레이몬드
- 제206해안포병연대, 1대대 - 포트 Mears
- 제250해안포병연대 - 포트 Mears
- USAJMP(미국 육군 소형기뢰부설함) - 칠쿡 막사
- 제51전투공병대대, 1중대 - 포트 그릴리
- 제32공병중대 - 포트 리처드슨
- 제4병기중대 - 포트 리처드슨
- 제69병참대대, A중대 - 포트 그릴리
- 알래스카 방어사령부, 공군 - 앨먼도프 비행장: 중령 에버렛 S. 데이비스
  - 제28혼성전대

### 알래스카 지부
- 알래스카 지부, 특수병력대, 본부 - 포트 리처드슨; 1945년 8월 10일, 창설
- 알래스카 지부, 기지제대 분견대 - 캐나다 브리티시컴럼비아주, 프린스루퍼트
1943년 12월 1일, 창설
1944년 10월 15일, 시애틀-프린스 루페트 연락국
1944년 11월 14일, 알래스카 지부 연락국
1945년 3월 15일, 시애틀 연락국
- 알래스카 임시예비창 - 알래스카, 애다크; 1943년 11월 8일, 창설
- 알래스카 임시훈련부대 - 알래스카 포트 리처드슨; 1943년 12월 22일, 창설 ~ 1944년 4월 3일, 해체
- 알래스카 지부 사상자창; 1943년 ~ 1944년 4월 13일, 해체
- 알래스카 지부 사상자대대
1944년 3월 29일, 창설
1944년 5월 12일, 알래스카 지부 보충대대
- 알래스카 지부 실험위원회; 1940년 11월 26일 ~ 1944년 5월 24일, 해산
- 제11공군 - 앨먼도프 비행장

## 기록

### 소속
1. 서부방위사령부; 1941년 2월 4일
2. 전쟁부; 1943년 11월 1일

### 계보
- 1941년 3월 28일, Headquarters, Alaska Defense Command→알래스카 방위사령부, 본부
- 1943년 10월 27일, Headquarters, Alaskan Department→알래스카 지부, 본부
- 1947년 11월 15일, Headquarters, United States Army Alaska→미국 알래스카 육군, 본부

### 전역
| 스트리머                 | 내역      |
| ------------------------ | --------- |
| \WW2, 아시아-태평양 전구 | 문구없음. |

## 참고
1. ↑  Conn, Engelman & Fairchild 2000, 232쪽.
2. ↑  Niehorster, Dr Leo. “Alaskan Defense Command, United States Army, 7.12.1941”. 《niehorster.org》 (미국 영어). 2019년 11월 3일에 확인함.
3. 1 2  USARAK-600-2 2012, 13(4)쪽.

- “Arctic Warrior Standards” (PDF) (미국 영어). United States Army Alaska. 2012년 11월 28일. USARAK Pamphlet 600-2.
- Conn, Stetson; Engelman, Rose C.; Fairchild, Byron (2000). 〈Chapter IX: The Garrisoning of Alaska, 1939-41〉. 《Guarding the United States and Its outposts》 (미국 영어). Washington D.C.: Center of Military History. LCCN 62-60067. CMH Pub 4-2. 2024년 7월 10일에 확인함.